# اسپیلویل (آیووا)
اسپیلویل (به انگلیسی: Spillville) شهری در ایالت آیووا کشور ایالات متحده آمریکا است که جمعیت آن در سرشماری سال ۲۰۱۰ میلادی، ۳۶۷ نفر بوده‌است.